# Titanium (canção)
"Titanium" é uma canção do disc jockey (DJ) francês David Guetta, gravada para o seu quinto álbum de estúdio Nothing but the Beat. Conta com a participação da cantora australiana Sia Furler, e foi composta e produzida pelo próprio Guetta, Giorgio Tuinfort e Afrojack, com o auxílio na escrita por Furler. A 8 de Agosto de 2011, foi inicialmente lançada em formato digital como primeiro de três singles promocionais na iTunes Store, fazendo parte de uma série de divulgações para a contagem decrescente da edição do disco. Gravada em 2011, acabou por servir como faixa de trabalho, com lançamento a 9 de Dezembro do mesmo ano. Uma versão que continha os vocais da artista norte-americana Mary J. Blige foi divulgada na Internet em Julho de 2011. Originalmente, a canção foi oferecida para Katy Perry ser a vocalista convidada, mas acabou por não se concretizar.
A nível musical, deriva de origens estilísticas de house e urban-dance, e liricamente, trata sobre a forma de como expressar a força interior pessoal. Os membros da crítica apreciaram a performance vocal da cantora, comparando-a a outras artistas como Fergie e até ao trabalho da banda Coldplay. Muitos analistas destacaram o tema como uma das faixas que se destacam de todo o projecto de estúdio. Destacou-se nas tabelas musicais do Reino Unido, UK Singles Chart, e da Escócia, onde conseguiu chegar à liderança. Atingiu o top 10 em outros países, como em França, Irlanda, Itália, Noruega, Países Baixos e Portugal. O vídeo musical para a obra foi divulgado a 21 de Dezembro de 2011, embora não conte com a presença de Guetta nem de Sia. O seu foco passa pela história de um rapaz, protagonizado pelo actor Ryan Lee, que possui poderes sobrenaturais.

## Antecedentes e divulgação

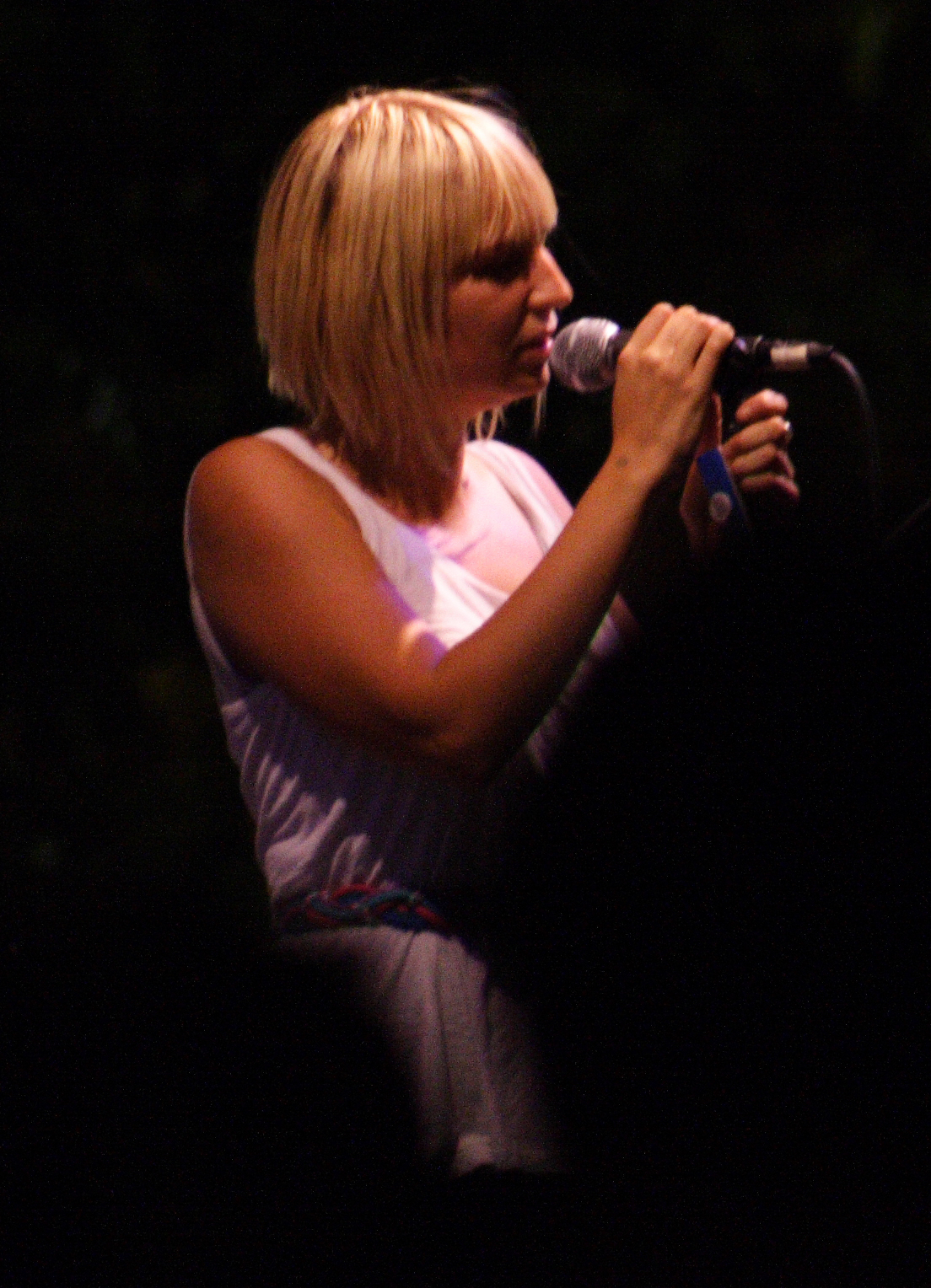
A cantora australiana Sia Furler ofereceu os seus vocais à canção.

Depois de descobrir a música on-line de Sia, David Guetta afirmou querer a sua presença no seu quinto álbum de estúdio,  Nothing but the Beat. O DJ deu uma entrevista ao The Daily Telegraph e falou sobre a colaboração com a cantora natural da Austrália:
| “ | Fiquei totalmente surpreso com a Sia... Fez-me ficar curioso para estudar mais a sua música porque fiquei realmente impressionado. Tenho as maiores pessoas no álbum e ela tem um perfil diferente, como uma espécie de artista indie, que faz com que a sua música seja ainda mais especial, sobressai-se, acho. | ” |

A canção foi originalmente criada para conter os vocais da cantora norte-americana Mary J. Blige, cuja versão foi divulgada na Internet em Julho de 2011. Numa entrevista com a publicação News.com.au, Guetta falou sobre a divulgação, afirmando, "que nem deveriam saber sobre isso... Eu não deveria falar sobre isto. É muito chato. Não era suposto andar por aí". Sia gravou uma versão demo da faixa, que foi enviada para Blige e outros artistas. Posteriormente, o DJ decidiu ficar com a edição de Furler, explicando que, "a primeira vez que ouvi o que a Sia fez, porque não esteve em estúdio comigo, fiquei totalmente apaixonado... Não queria dar a mais ninguém, estava perfeita da maneira que estava. Não é apenas sobre como grandes podemos ser nos Estados Unidos, é sobre a música e a voz". Contudo, foi Katy Perry a primeira a ser abordada para ser convidada no tema, mas acabou por recusar. Uma fonte associada ao programa Take 40 Australia confirmou que tinha sido escrita para Perry, mas esta "não queria colaborar com Guetta".
A 8 de Agosto de 2011, foi lançada inicialmente em formato digital como primeiro de três singles promocionais na iTunes Store, fazendo parte de uma série de divulgações para a contagem decrescente da edição do disco. Contudo, a 9 de Dezembro de 2011 foi decidido que serviria como faixa de trabalho do álbum. A sua divulgação consistiu em performances ao vivo e até versões por outros artistas. A 31 de Outubro de 2011, o participante Andrew Wishart da terceira edição do The X Factor da Austrália, Martin Madeja da edição alemã do mesmo concurso e Morten Benjamin da dinamarquesa cantaram "Titanium" na sua participação que foi submetida à avaliação de um júri. Em televisão, a obra foi promovida através da quinta temporada da série Gossip Girl, no episódio "I Am Number Nine", que foi transmitido a 7 de Novembro de 2011. David Guetta fez a única performance ao vivo durante a cerimónia NRJ Music Awards a 29 de Janeiro de 2012, mas foi a cantora britânica Emeli Sandé que auxiliou o DJ na parte vocal.

## Estilo musical e recepção da crítica
"Titanium" é uma canção com elementos de estilo house e urban-dance, com incorporações electro-pop, e descrita como uma "quase-balada emocional". Foi escrita e produzida por David Guetta, Giorgio Tuinfort e Afrojack, com o auxílio na composição por Sia Furler. De acordo com a partitura publicada pela Universal Music Publishing Group, a música foi escrita em compasso simples, num andamento moderado com um metrónomo de 126 batidas por minuto. Composta na chave de mi bemol maior com o alcance vocal que vai desde da nota baixa de sol, para a nota de alta de mi bemol maior. De acordo com Andrew Gregory do The Daily Telegraph, a introdução inclui "uma pitada de sabor a anos 80", enquanto que Trent Fitzgerald do PopCrush observou que o tema "tem a batida de discoteca", com "sintetizadores e efeitos sonoros atmosféricos". Ben Norman do portal About.com salientou que a melodia "incorpora uma guitarra dedilhada" com "uma batida incrível antes que a marca de Sia se filtre positivamente numa inflexão emocional", comparando o seu som ao de "Every Breath You Take" da banda inglesa The Police.
Liricamente, trata sobre a forma de como expressar a força interior pessoal, através de versos como os seguintes: "Sou à prova de bala, nada a perder / Dispare, dispare / Ricochete, atingiu o seu alvo / Dispare, dispare / Acertou-me, mas não vou cair / Sou de titânio". Al Fox do BBC Music adjectivou os vocais de Sia na canção como "fantasmagóricos", enquanto que Melinda Newman do sítio HitFix comparou-os aos da cantora norte-americana Fergie. Genevieve Koski do jornal The A.V. Club considerou que na obra, Sia consegue manter a cabeça acima das ondas dos sintetizadores... pela amplificação da sua voz para coincidir com as batidas de grande escala", e David Jeffries da Allmusic comparou a faixa aos trabalhos realizados pelos Coldplay.
As críticas atribuídas à obra foram geralmente positivas, com Robert Copsey do sítio Digital Spy considerando que era uma das faixas de destaque do álbum. Seguindo a mesma linha de raciocínio que Copsey, um escritor do portal Samesame.com.au, que complementou afirmando que era mesmo o melhor trabalho, escrevendo que "é facilmente colocada na repetição". Ben Norman do About.com considerou que a música "basicamente sopra o resto do álbum para fora de água. Juntar-se a Sia foi provavelmente a jogada mais esperta que ele [Guetta] fez recentemente, quando se trata de qualidade musical actual". Tom Ewing do periódico The Guardian confidenciou que Sia "oferecia o melhor refrão de todo o projecto", assim como Rich Lopez do Dallas Voice, deduzindo que a "letra de colaboração eleva a canção para um nível maior do que qualquer outra do disco", realçando ainda "a escrita inteligente" da cantora. Jamie Horne do diário The Border Mail atribuiu o adjectivo de "forte" à obra, em sintonia com Joe Copplestone da publicação PopMatters, que notou semelhanças com "Night of Your Life", e que juntas "recordavam o poder" de outras colaborações de Guetta com Kelly Rowland em "When Love Takes Over" e "Commander". David Griffiths do 4Music chamou a atenção para o gancho musical "intringante" da melodia, complementando que os vocais de Sia "trazem uma reviravolta peculiar". Da mesma opinião que Griffiths, Kerri Mason da revista norte-americana Billboard descreveu o single como "a colaboração mais peculiar e épica de Guetta até à data".

## Vídeo musical

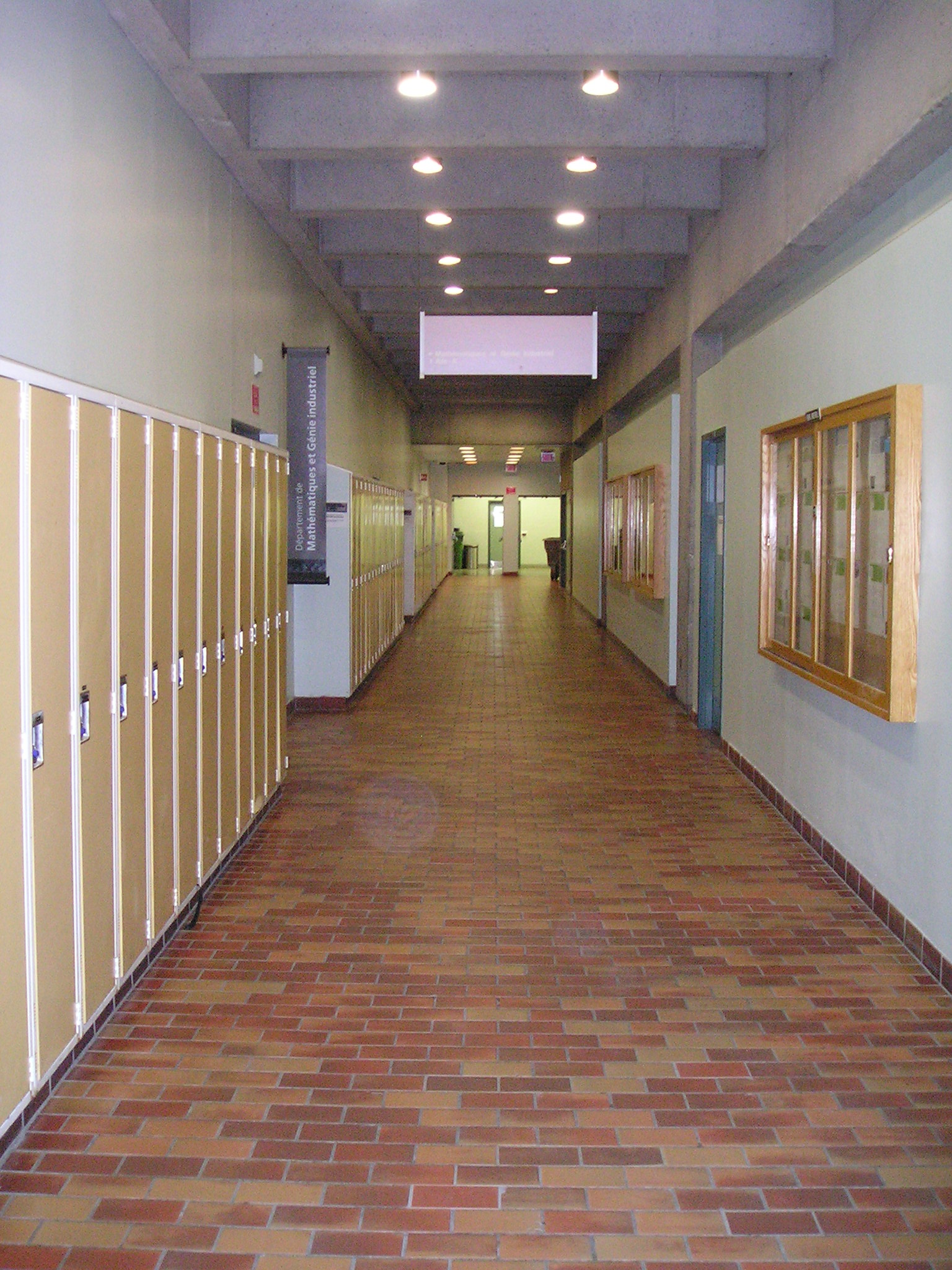
As primeiras cenas do teledisco foram gravadas numa escola local de Montreal, no Canadá.

O vídeo musical para "Titanium" foi gravado em Montreal, no Canadá, com a direcção de David Wilson. Wilson começou por apresentar um sumário breve para o conceito, mas Guetta quis uma narrativa com uma abordagem cósmica, que mais tarde foi alterada para contar a história de um rapaz super-herói num mundo real. A 16 de Dezembro de 2011, foram carregados 14 segundos de previsão através do canal oficial no YouTube do DJ. O teledisco acabou por estrear on-line a 21 de Dezembro de 2011 através do serviço VEVO, contudo nem Guetta nem Sia marcaram presença no desenrolar do projecto.
O vídeo tem uma duração com pouco mais de quatro minutos, começando numa escola deserta e destruída, em que um rapaz (interpretado pelo ator Ryan Lee) está sentado no chão com as mãos na cabeça. No início do primeiro verso, ele começa lentamente a levantar-se e caminha através do corredor. O jovem, vê então, uma professora numa sala de aula, que assustada com o próprio, acaba por fechar a porta. A personagem acaba por sair do estabelecimento de ensino, que culmina na saída da professora para alertar a polícia sobre o sucedido. Lee sobe em seguida para uma bicicleta, e a alta velocidade, dirige-se até sua casa. Enquanto faz as malas, vê na televisão a reportagem sobre o incidente que o próprio provocou, acabando por optar pela fuga. Em seguida, aparecem vários polícias à porta de casa, enquanto ele tenta escapar por outra passagem. Ao perceber que a porta de saída está trancada, usa os seus poderes sobrenaturais para agarrar nas chaves, pousadas em cima da bancada da cozinha. A cena final mostra o rapaz a fugir de uma equipa SWAT num bosque. Lee acaba por ser cercado pela elite, mas utiliza novamente o seu poder para os afastar.
Jason Lipshutz da revista Billboard salientou as cenas "sobrenaturais e a zona suburbana", que lembra o filme de ficção científica de 2011, Super 8, em que Lee também participou. Becky Bain do sítio Idolator considerou que o vídeo possui imagens "muito bem filmadas e é corajoso o suficiente para não responder a todos os seus mistérios". Um membro da equipa da estação de rádio Capital FM afirmou que era um trabalho "muito cinemático", e Nadine Cheung do PopCrush também fez relevo ao facto da canção proporcionar "uma banda sonora emocionante para as imagens".

## Faixas e formatos
A versão digital de "Titanium" consistiu num EP digital que contém cinco remisturas a partir da faixa original, sendo que mais tarde "Titanium (Cazzette' mix)" foi a mistura escolhida para continuar a promoção do single.
| EP digital |                                              |         |  |
| N.º        | Título                                       | Duração |  |
| 1.         | "Titanium" (com Sia) (Alesso Remix)          | 6:43    |  |
| 2.         | "Titanium" (com Sia) (Nicki Romero Remix)    | 5:40    |  |
| 3.         | "Titanium" (com Sia) (Arno Cost Remix)       | 6:22    |  |
| 4.         | "Titanium" (com Sia) (Gregori Klosman Remix) | 6:23    |  |
| 5.         | "Titanium" (com Sia) (Extended Version)      | 5:12    |  |

## Desempenho nas tabelas musicais
Após o seu lançamento digital, a faixa destacou-se maioritariamente na zona europeia, estreando na nona posição em França. Depois de algumas semanas a descer, conseguiu atingir o terceiro lugar e tornar-se no trigésimo top 10 de David Guetta no seu país de origem. Na Austrália, debutou na trigésima primeira posição na ARIA Singles Chart a 15 de Agosto de 2011, sendo que mais tarde subiu à quinta em Setembro do mesmo ano. Devido ao seu desempenho nas tabelas musicais australianas, a Australian Recording Industry Association (ARIA) atribuiu quatro platinas à obra pelas 280 mil cópias vendidas. "Titanium" revelou o melhor desempenho da carreira de Sia em território australiano, bem como o nono top 10 de Guetta. Na New Zealand Singles Chart, fez a sua primeira aparência em número 18 a 15 de Agosto de 2011. Na semana seguinte, caiu vinte e uma posições para 39, em que eventualmente acabou mais tarde por desaparecer do top 40. Após o seu lançamento em Dezembro como single, reentrou no 12.º lugar e a 30 de Janeiro de 2012 subiu para o terceiro. A Recording Industry Association of New Zealand (RIANZ) certificou-o com uma platina pelas vendas avaliadas em 15 mil unidades comercializadas. Pelo mesmo número que a RIANZ, a International Federation of the Phonographic Industry (IFPI) também certificou a canção, contudo apenas com disco de ouro na Áustria, onde conseguiu também a terceira posição como melhor.
A obra alcançou os dez primeiros nas tabelas musicais da Alemanha, Bélgica, Dinamarca, Espanha, Finlândia, Irlanda, Noruega, Países Baixos, Portugal, Suécia e Suíça. No Reino Unido, estreou-se em décimo sexto lugar na UK Singles Chart a 20 de Agosto de 2011, contudo foi em Fevereiro de 2012 que a música chegou à liderança da lista, tornando-se o quinto single de Guetta e o primeiro de Sia a conseguir tal feito. Na UK Dance Singles Chart também conseguiu atingir a primeira posição. O tema foi certificado com disco de prata pela British Phonographic Industry (BPI) com mais de 200 mil cópias expedidas, mas em Fevereiro de 2012, tinha vendido 284,526 mil descargas digitais legais em território britânico. Nos Estados Unidos, na Billboard Hot 100, alcançou a posição de número 7.
| Tabela musical (2011-2012)                       | Melhor posição |
| ------------------------------------------------ | -------------- |
| Alemanha - Media Control AG                      | 5              |
| Austrália - ARIA Charts                          | 5              |
| Áustria - Ö3 Austria Top 75                      | 3              |
| Bélgica - Ultratop (Flandres)                    | 13             |
| Bélgica - Ultratop (Valónia)                     | 4              |
| Brasil - Billboard Hot 100 Airplay               | 18             |
| Brasil - Billboard Brasil Hot Pop                | 4              |
| Canadá - Canadian Hot 100                        | 10             |
| Dinamarca - Tracklisten                          | 3              |
| Escócia - Scottish Singles Chart                 | 1              |
| Eslováquia - IFPI                                | 32             |
| Espanha - PROMUSICAE                             | 6              |
| Estados Unidos - Billboard Hot 100               | 7              |
| Estados Unidos - Billboard Dance/Club Play Songs | 3              |
| Finlândia - Suomen virallinen lista              | 4              |
| França - SNEP                                    | 3              |
| Irlanda - IRMA                                   | 4              |
| Noruega - VG-lista                               | 2              |
| Nova Zelândia - RIANZ                            | 3              |
| Países Baixos - Dutch Top 40                     | 2              |
| Polónia - Dance Top 50                           | 47             |
| Portugal - Top 30 Ring Tones                     | 7              |
| Reino Unido - UK Singles Chart                   | 1              |
| Reino Unido - UK Dance Singles Chart             | 1              |
| Suécia - Sverigetopplistan                       | 3              |
| Suíça - Schweizer Hitparade                      | 10             |

| Tabela musical (2011)           | Posição |
| ------------------------------- | ------- |
| Alemanha - German Singles Chart | 25      |
| Austrália - ARIA Charts         | 18      |
| Áustria - Ö3 Austria Top 75     | 21      |
| Bélgica - Ultratop Valónia      | 76      |
| Países Baixos - Dutch Top 40    | 20      |
| Suécia - Sverigetopplistan      | 33      |
| Suíça - Swiss Singles Chart     | 56      |

| País          | Provedor | Certificação |
| ------------- | -------- | ------------ |
| Alemanha      | BVMI     | Ouro         |
| Austrália     | ARIA     | 4× Platina   |
| Áustria       | IFPI     | Ouro         |
| Itália        | FIMI     | Ouro         |
| Nova Zelândia | RIANZ    | Platina      |
| Reino Unido   | BPI      | Prata        |

## Créditos
Todo o processo de elaboração da canção atribui os seguintes créditos pessoais:
| - David Guetta — composição, produção, mistura; - Sia Furler - vocalista convidada, composição; - Giorgio Tuinfort - composição, produção; | - Nick Van De Wall - composição, produção, mistura; - Pierre-Luc Rioux - guitarra - Mike Caren, Ben Maddahi - artistas e reportório (A&R) |

## Histórico de lançamento
"Titanium" foi lançada através de descarga digital na iTunes Store em Agosto de 2011 como single promocional. No entanto, em Dezembro do mesmo ano, foi divulgada como faixa de trabalho para promover o disco, através de um extended play (EP) com remisturas a partir do tema original.
| País          | Data                   | Formato           | Editora discográfica |
| ------------- | ---------------------- | ----------------- | -------------------- |
| Alemanha      | 9 de Dezembro de 2011  | EP digital        | EMI France           |
| Austrália     | 9 de Dezembro de 2011  | EP digital        | EMI France           |
| Bélgica       | 9 de Dezembro de 2011  | EP digital        | EMI France           |
| Finlândia     | 9 de Dezembro de 2011  | EP digital        | EMI France           |
| Itália        | 9 de Dezembro de 2011  | EP digital        | EMI France           |
| Noruega       | 9 de Dezembro de 2011  | EP digital        | EMI France           |
| Países Baixos | 9 de Dezembro de 2011  | EP digital        | EMI France           |
| Portugal      | 9 de Dezembro de 2011  | EP digital        | EMI France           |
| Suíça         | 9 de Dezembro de 2011  | EP digital        | EMI France           |
| França        | 12 de Dezembro de 2011 | EP digital        | EMI France           |
| Luxemburgo    | 12 de Dezembro de 2011 | EP digital        | EMI France           |
| Nova Zelândia | 12 de Dezembro de 2011 | EP digital        | EMI France           |
| Singapura     | 12 de Dezembro de 2011 | EP digital        | EMI France           |
| Suécia        | 12 de Dezembro de 2011 | EP digital        | EMI France           |
| Espanha       | 12 de Dezembro de 2011 | EP digital        | EMI France           |
| Portugal      | 16 de Dezembro de 2011 | Remistura digital | EMI France           |
| Reino Unido   | 16 de Dezembro de 2011 | Remistura digital | EMI France           |
| Brasil        | 19 de Dezembro de 2011 | Remistura digital | EMI France           |